# Eleição municipal de Ourinhos em 2012
A eleição municipal de Ourinhos em 2012 ocorreu dia 7 de outubro de 2012 para eleger um prefeito, um vice-prefeito e 11 vereadores no município de Ourinhos, no interior do  Estado de São Paulo, no Brasil. A prefeita eleita foi Belkis Fernandes, do PMDB, com 42,46% dos votos válidos, sendo vitoriosa logo no primeiro turno, tornando-se a primeira mulher prefeita na história da cidade. A candidata disputou com quatro adversários, Claury Santos Alves da Silva (PTB), Toninho do PT (PT),Dedé Calheiro (PTdoB) e Bruno Rossignolli (PSOL).
O vice-prefeito eleito, na chapa de Belkis, foi Gilberto Severino (PSDB). A disputa em Ourinhos foi parte das eleições municipais nas unidades federativas do Brasil. Ourinhos foi um dos 1.022 municípios vencidos pelo PMDB; no Brasil, há 5.570 cidades. A disputa para as vagas na Câmara Municipal de Ourinhos envolveu a participação de 39 candidatos, sendo Lucas Pocay o mais bem votado, que obteve 3281 votos (5,92% dos votos válidos).

## Eleitorado
. Na eleição de 2012, compareceram às urnas 75.616 ourinhenses.
O domingo de votações não apresentou complicações, com exceção de algumas filas nas seções de votação e a sujeira em frente aos 29 colégios eleitorais da cidade. Somente duas urnas eletrônicas apresentaram problemas e foram substituídas. Os cinco candidatos à prefeitura da cidade votaram pela manhã. A partir das 17h, a de apuração dos votos começou a ser feita. Fiscais das 198 seções eleitorais encararam longas filas para entregar documentos e disquetes contendo as informações sobre a votação. Às 19h30, após 100% das urnas serem apuradas, Belkis Fernandes foi declarada prefeita.

## Candidatos
Foram cinco candidatos à prefeitura em 2012: Belkis Fernandes do PMDB, Claury Santos Alves da Silva do PMDB, Toninho do PT Do PT, Dedé Calheiro do PTdoB e Bruno Rossignolli do PSOL.

## Campanha
A candidata a prefeitura Belkis Fernandes iniciou sua campanha com força. Ela contou com o apoio do ex-prefeito Toshio Misato, vereadores, secretariado da administração do período e inúmeras entidades. Além do apoio político, ela se tornou uma candidata bastante popular, conquistando eleitores com sua simpatia. Belkis afirmou em sua campanha, defender a continuidade do governo.“Não há dúvida, um governo que já mostrou sua competência, mostrou a sua aprovação de 65% do povo e é isso que nós queremos. Em, oito anos o Toshio construiu muita coisa, agora tem de haver essa continuidade e queremos avançar ainda mais”. A candidata também possuía bastante experiência em disputas políticas, já que atuava como vice-prefeita e secretária municipal de assistência social.

## Resultados

### Prefeito
| Candidato(a)                       | Vice                     | 1º Turno 7 de outubro de 2012 | 1º Turno 7 de outubro de 2012 |
| Candidato(a)                       | Vice                     | Votação                       | Votação                       |
| Candidato(a)                       | Vice                     | Total                         | Porcentagem                   |
| ---------------------------------- | ------------------------ | ----------------------------- | ----------------------------- |
| Belkis Fernandes (PMDB)            | Gilberto Severino (PSDB) | 23574                         | 42,46%                        |
| Claury Santos Alves da Silva (PTB) | Dra. Ana Rute (PTB)      | 19784                         | 35,63%                        |
| Toninho do PT (PT)                 | Mário Ferreira (PT)      | 11508                         | 20,73%                        |
| Dedé Calheiro (PTdoB)              | Andrezinho (PTdoB)       | 362                           | 0,65%                         |
| Bruno Rossignolli (PSOL)           | Bruno Ferreira(PSOL)     | 298                           | 0,54                          |
| Total de votos válidos             | Total de votos válidos   | 55.526                        | 91,61%                        |
| Votos em branco                    | Votos em branco          | 2199                          | 3,63%                         |
| Votos nulos                        | Votos nulos              | 2885                          | 4,76%                         |
| Total                              | Total                    | 75.616                        | 100%                          |
| Abstenções                         | Abstenções               |                               | 19,85%                        |
| Votos apurados                     | Votos apurados           | 75.616                        | 100%                          |
| Total de eleitores                 | Total de eleitores       | 75.616                        | 100%                          |

### Vereadores
| Resultado da eleição para a Câmara Municipal de Ourinhos em 2012 por candidato | Resultado da eleição para a Câmara Municipal de Ourinhos em 2012 por candidato | Resultado da eleição para a Câmara Municipal de Ourinhos em 2012 por candidato | Resultado da eleição para a Câmara Municipal de Ourinhos em 2012 por candidato | Resultado da eleição para a Câmara Municipal de Ourinhos em 2012 por candidato |
| Candidato                                                                      | Número                                                                         | Partido                                                                        | Votos                                                                          | Porcentagem                                                                    |
| ------------------------------------------------------------------------------ | ------------------------------------------------------------------------------ | ------------------------------------------------------------------------------ | ------------------------------------------------------------------------------ | ------------------------------------------------------------------------------ |
| Lucas Pocay                                                                    | 14147                                                                          | PTB                                                                            | 3281                                                                           | 5,92%                                                                          |
| Vadinho                                                                        | 45045                                                                          | PSDB                                                                           | 2514                                                                           | 4,53%                                                                          |
| Enfermeiro Alexandre                                                           | 15615                                                                          | PMDB                                                                           | 2325                                                                           | 4,19%                                                                          |
| Flavinho do Açougue                                                            | 15627                                                                          | PMDB                                                                           | 1896                                                                           | 3,42%                                                                          |
| Dr. Salim                                                                      | 45555                                                                          | PSDB                                                                           | 1716                                                                           | 3,09%                                                                          |
| Tico Associação Boa Esperança                                                  | 13615                                                                          | PT                                                                             | 1690                                                                           | 3,05%                                                                          |
| Inácio jb Filho Rádio Melodia                                                  | 13106                                                                          | PT                                                                             | 1674                                                                           | 3,02%                                                                          |
| Esquilo                                                                        | 27027                                                                          | PSDC                                                                           | 1587                                                                           | 2,86%                                                                          |
| Dr. Jadir Grilo                                                                | 17000                                                                          | PSL                                                                            | 1515                                                                           | 2,73%                                                                          |
| Cido do Sindicato                                                              | 14020                                                                          | PTB                                                                            | 1510                                                                           | 2,72%                                                                          |
| Alexndre Zóio                                                                  | 14567                                                                          | PRB                                                                            | 1486                                                                           | 2,68%                                                                          |
| Caio Lima                                                                      | 45015                                                                          | PSDB                                                                           | 1424                                                                           | 2,57%                                                                          |
| Professora Maria Tereza                                                        | 45123                                                                          | PSDB                                                                           | 1391                                                                           | 2,51%                                                                          |
| Fred                                                                           | 11111                                                                          | PP                                                                             | 1366                                                                           | 2,46%                                                                          |
| Roberto Tasca                                                                  | 22600                                                                          | PR                                                                             | 1311                                                                           | 2,36%                                                                          |

| Votos válidos   | Votos válidos   | 55.468 | 91,52% |
| Votos nulos     | Votos nulos     | 2.343  | 3,87%  |
| Votos em branco | Votos em branco | 2.799  | 4,62%  |
| Total           | Total           | 60.610 | 100%   |
| --------------- | --------------- | ------ | ------ |